# Рагби лига клуб Дорћол
Рагби лига клуб Дорћол је рагби лига (рагби 13) клуб из Београда. Тренутно се такмичи у Првенству Србије - група А.

## Историја
Рагби лига клуб Дорћол је основан 1998. године у Београду од стране бивших играча Рагби клуба Жарково и Рагби клуба Сингидунум. Први председник рагби лига клуба Дорћол био је Драган Павловић (бивши играч рагби клубова Црвена звезда, Партизан и Сингидунум). На тој функцији био је у периоду од 1998. године па до 2000. године. Драган Павловић био је и први тренер РЛК Дорћол и то од оснивања па до 2004. године. РЛК Дорћол прво је играо рагби унију, да би од 2001. године почео да игра рагби лигу. Године 2004. рагби клуб Дорћол се ујединио са рагби клубом Доњи Дорћол.

## Клупски успеси
- Рагби лига првенство СР Југославије:

Првак (2): 2002, 2003.
- Рагби лига првенство Србије:

Првак (9): 2004, 2005, 2006, 2007, 2008, 2009, 2010, 2011, 2012.
- Рагби лига куп СР Југославије:

Освајач (3): 2001, 2002, 2003.
- Рагби лига куп Србије:

Освајач (9): 2004, 2005, 2006, 2007, 2008, 2009, 2010, 2011, 2012.

## Индивидуални успеси
Интернационална каријера
Неколицина играча овог клуба, успела је да оде у иностранство и игра рагби лигу за енглеске, француске и руске клубове. Сони Радовановић играо је за енглеске клубове Лондон сколарсе, Ворингтон визардсе, Вајтхејвен (2009), руску Вереју (2006) и француски Лескур (2010). Далибор Вукановић играо је за енглеске клубове Лондон сколарсе, Ворингтон визардсе, Вајтхејвен (2009), руску Вереју (2006). Данило Делић игра за француски Лион (2012/13).

## Дресови
Дрес Дорћола је плаво - жуте боје.